# دوک پله‌زانس

نشان خانوادگی و نماد دوک اول

لقب فرانسوی  دوک پله‌زانس  (به فرانسوی: Duc de Plaisance) (به انگلیسی: Duke of Piacenza)، دوک پیاچنزا در ۲۴ آوریل ۱۸۰۸ توسط ناپلئون اول برای شارل-فرانسوا لوبرن، خزانه دار اصلی امپراتوری و کنسول سابق فرانسه ایجاد شد. این عنوان در سال ۱۹۲۶ پس از مرگ دوک ششم منقرض شد.

## لیست دوک‌های پله‌زانس
1. ۱۸۰۸ تا ۱۸۲۴: شارل-فرانسوا لوبرن (۱۷۳۹ تا ۱۸۲۴), اولین دوک پله‌زانس.
2. ۱۸۲۴ تا ۱۸۵۹: ان-شارل لوبرن (۱۷۷۵ تا ۱۸۵۹), دومین دوک پله‌زانس، پسر دوک قبلی.
3. ۱۸۵۹ تا ۱۸۷۲: شارل لوئی الکساندر ژول لوبرن (۱۸۱۱ تا ۱۸۷۲), سومین دوک پله‌زانس، برادرزادهٔ دوک قبلی.
4. ۱۸۷۲ تا ۱۹۰۷: لوئی آرماند ژوزف دو میه لا تور-لاندری (۱۸۶۰ تا ۱۹۰۷), چهارمین دوک پله‌زانس، نوهٔ دوک اول.
5. ۱۹۰۷ تا ۱۹۱۳: آرماند لوئی ژوزف فرانسوا دو میه لا تور-لاندری (۱۸۹۲ تا ۱۹۱۳), پنجمین دوک پله‌زانس، پسر دوک قبلی.
6. ۱۹۱۳ تا ۱۹۲۶: فرانسوا شارل ادموند ماری دو میه لا تور-لاندر (۱۸۶۲ تا ۱۹۲۶), ششمین دوک پله‌زانس، عموی دوک قبلی، عنوان با مرگ او از بین رفت.